# بخش هالستاهامار
بخش هالستاهامار (به سوئدی: Hallstahammars kommun) یک ناحیه شهری در سوئد است که در شهرستان وستمانلاند واقع شده‌است.